# Walluf
Walluf ist eine Weinbaugemeinde im Rheingau-Taunus-Kreis in Hessen. Die Gemeinde liegt im Walluftal am Südhang des Taunus und am nördlichen Ufer des Rheins. Walluf ist die östlichste Gemeinde des Rheingaus und besteht aus den Ortschaften und Gemarkungen Nieder- und Oberwalluf.

## Geographie
Walluf grenzt im Norden und Osten an die kreisfreie Stadt Wiesbaden mit den Ortsteilen Frauenstein und Schierstein und im Westen an die Stadt Eltville am Rhein. Im Süden bildet der Rhein die Grenze zur rheinland-pfälzischen Gemeinde Budenheim.

## Geschichte

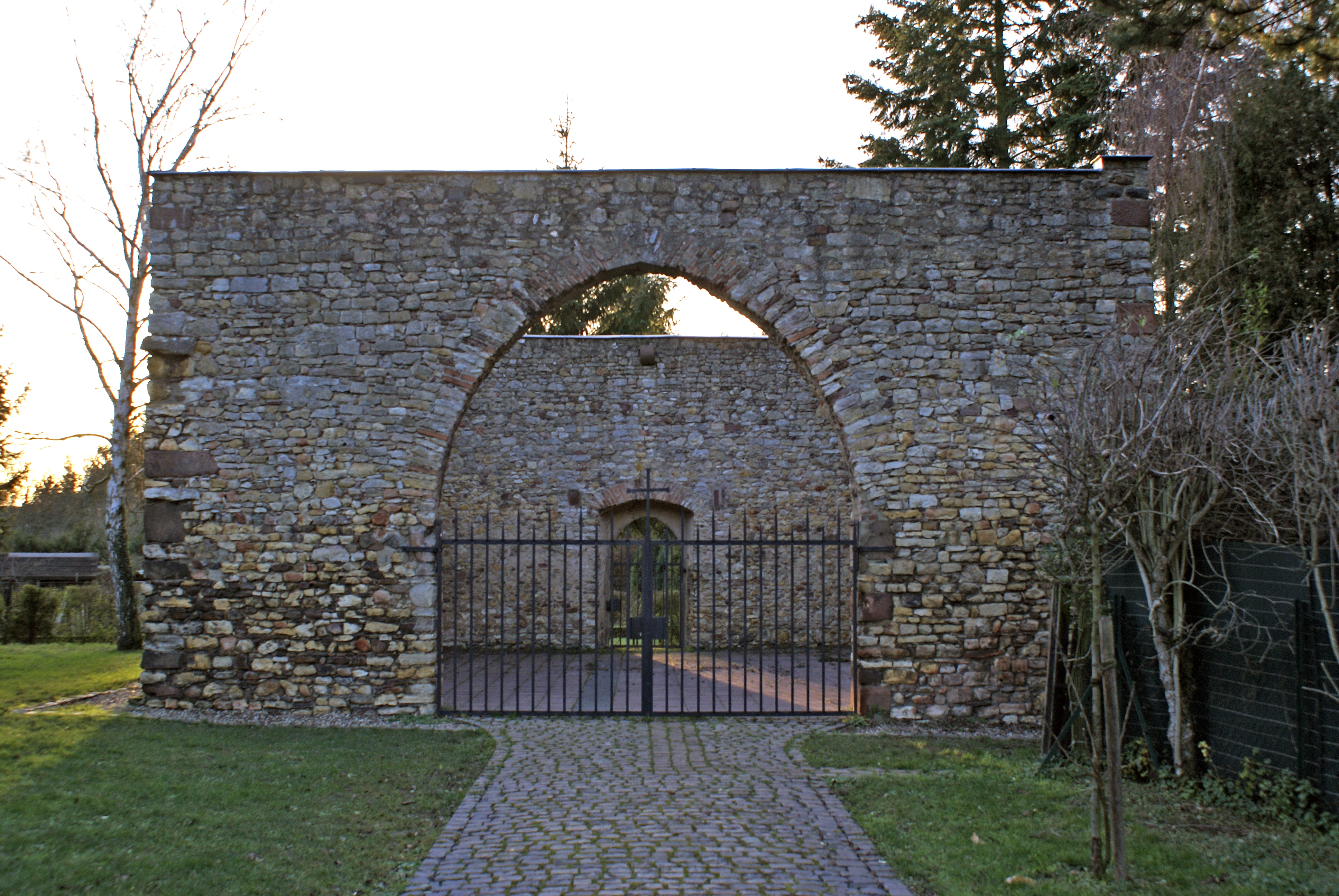
Ruine der Johanniskirche in Niederwalluf

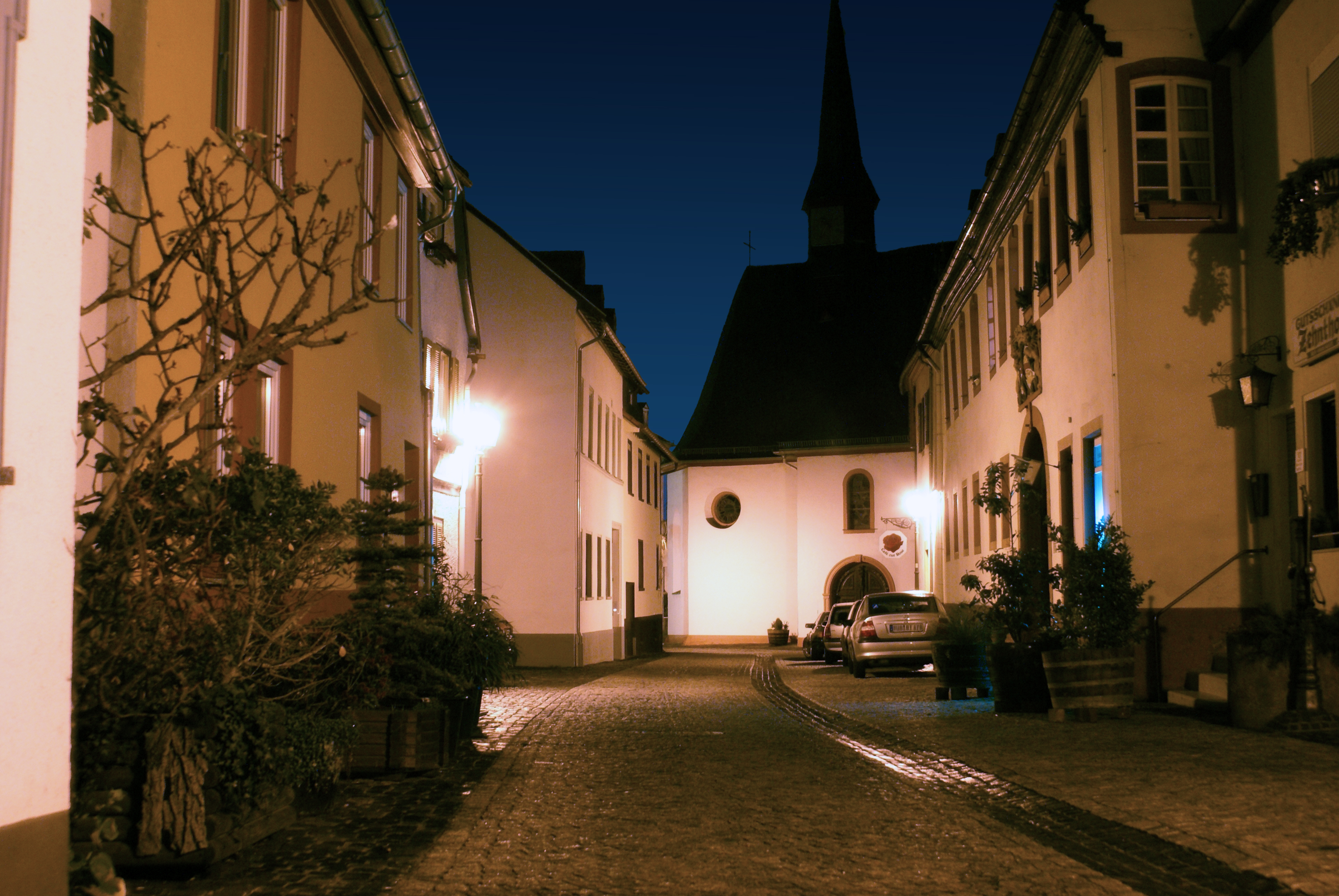
Niederwallufer Ortszentrum

Walluf wurde 770 als „Waltaffa“ erstmals schriftlich erwähnt. Seit dieser Zeit wird Weinbau betrieben, damit ist Walluf die älteste Weinbaugemeinde im Rheingau. Hier begann das Rheingauer Gebück, die von den Erzbischöfen von Mainz angelegte, aus einer undurchdringlichen Hecke bestehende Rheingauer Landwehr. Durch Walluf führte einer der wichtigsten Wege in den Rheingau, dessen Durchlass durch das Gebück aus einer stark befestigten Toranlage bestand, die wegen ihrer Form „Backofen“ genannt wurde. Daher bezeichnet sich Walluf auch als „Pforte des Rheingaus“.
Im 11. Jahrhundert entstand oberhalb des Ortes eine weitere Siedlung: die eigenständige Gemeinde Oberwalluf. Der ältere, am Rhein liegende Ort wird seither Niederwalluf genannt.
Bei der ältesten erhalten gebliebenen urkundlichen Erwähnung als Waltaffa aus dem Jahr 770 ist nicht zu klären, ob Nieder- oder Oberwalluf gemeint ist. Von Nidenwaldoff ist seit dem Jahr 1304 die Rede. Ursprünglich war der Ort östlich der Walluf rings um die heutigen Ruinen der Johanniskirche und der Turmburg angesiedelt, scheint aber schon im 12. Jahrhundert, ähnlich wie Martinsthal, in den Schutz des Rheingauer Gebücks auf die westliche Seite verlegt worden zu sein. Damit war Niederwalluf Teil des kurmainzischen Rheingaus. Nach Auflösung des Kurstaates ging der Ort 1803 an Nassau-Usingen und gehörte zur Zeit des Herzogtums Nassau zum Amt Eltville, danach zum Rheingaukreis.
Während der NS-Diktatur unterhielt die Zahnfabrik Wilde aus Niederwalluf im Gasthof Grüner Wald in Oberwalluf ein Firmenlager für Zwangsarbeiterinnen. Am 1. April 1943 war das Lager mit 16 Frauen belegt.
Im Zuge der Gebietsreform in Hessen fusionierten am 1. Oktober 1971 die beiden Gemeinden Niederwalluf und Oberwalluf zur neuen Gemeinde Walluf. Ortsbezirke, die nach der Hessischen Gemeindeordnung möglich gewesen wären, wurden nicht errichtet.
Am 15. Dezember 1988 erschütterten schwere Gasexplosionen in einem Wohngebiet den Ort. Ursache war Gasaustritt aus dem Leitungsnetz, weil ein Schaltfehler Gas unter zu hohem Druck aus dem Fernversorgungsnetz einspeiste. Bei den Explosionen kamen zwei Personen ums Leben, mehrere Menschen wurden verletzt. Etwa 200 Einwohner mussten für einige Tage evakuiert werden.
Der Ortskern von Niederwalluf wurde mehrmals von starken Hochwassern überflutet. Die höchsten Pegelstände (in aufsteigender Reihenfolge) wurden im Januar 1995, im Februar 1970 und im März 1988 („Jahrhunderthochwasser“) erreicht. Die nahe am Rhein gelegenen Wohnhäuser konnten tagelang nur über durch die Feuerwehr provisorisch errichtete Stege und mit Schlauchbooten erreicht werden.

## Bevölkerung

### Einwohnerstruktur 2011
Nach den Erhebungen des Zensus 2011 lebten am Stichtag, dem 9. Mai 2011, in Walluf 5542 Einwohner. Darunter waren 359 (6,5 %) Ausländer, von denen 160 aus dem EU-Ausland, 130 aus anderen europäischen Ländern und 69 aus anderen Staaten kamen. (Bis zum Jahr 2020 erhöhte sich die Ausländerquote auf 8,8 %.) Nach dem Lebensalter waren 933 Einwohner unter 18 Jahren, 2795 zwischen 18 und 49, 1231 zwischen 50 und 64 und 1284 Einwohner waren älter. Die Einwohner lebten in 2688 Haushalten. Davon waren 945 Singlehaushalte, 762 Paare ohne Kinder und 741 Paare mit Kindern, sowie 194 Alleinerziehende und 46 Wohngemeinschaften. In 549 Haushalten lebten ausschließlich Senioren und in 1796 Haushaltungen lebten keine Senioren.

### Einwohnerentwicklung
| Walluf: Einwohnerzahlen von 1973 bis 2020                         | Walluf: Einwohnerzahlen von 1973 bis 2020 | Walluf: Einwohnerzahlen von 1973 bis 2020 | Walluf: Einwohnerzahlen von 1973 bis 2020 | Walluf: Einwohnerzahlen von 1973 bis 2020 |
| ----------------------------------------------------------------- | ----------------------------------------- | ----------------------------------------- | ----------------------------------------- | ----------------------------------------- |
| Jahr                                                              |                                           |                                           |                                           | Einwohner                                 |
| 1973                                                              | 1973                                      |                                           | 4.694                                     | 4.694                                     |
| 1975                                                              | 1975                                      |                                           | 4.762                                     | 4.762                                     |
| 1980                                                              | 1980                                      |                                           | 5.347                                     | 5.347                                     |
| 1985                                                              | 1985                                      |                                           | 5.269                                     | 5.269                                     |
| 1990                                                              | 1990                                      |                                           | 5.590                                     | 5.590                                     |
| 1995                                                              | 1995                                      |                                           | 5.704                                     | 5.704                                     |
| 2000                                                              | 2000                                      |                                           | 5.883                                     | 5.883                                     |
| 2005                                                              | 2005                                      |                                           | 5.709                                     | 5.709                                     |
| 2010                                                              | 2010                                      |                                           | 5.547                                     | 5.547                                     |
| 2011                                                              | 2011                                      |                                           | 5.542                                     | 5.542                                     |
| 2015                                                              | 2015                                      |                                           | 5.493                                     | 5.493                                     |
| 2020                                                              | 2020                                      |                                           | 5.462                                     | 5.462                                     |
| Quellen: Hessisches Statistisches Informationssystem; Zensus 2011 |                                           |                                           |                                           |                                           |

### Religionszugehörigkeit
| • 1987: | 1762 evangelische (= 32,7 %), 2822 katholische (= 52,9 %), 778 sonstige (= 14,4 %) Einwohner  |
| • 2011: | 1579 evangelische (= 28,5 %), 2076 katholische (= 37,5 %), 1888 sonstige (= 34,0 %) Einwohner |

## Politik

### Gemeindevertretung
Die Kommunalwahl am 14. März 2021 lieferte folgendes Ergebnis, in Vergleich gesetzt zu früheren Kommunalwahlen:

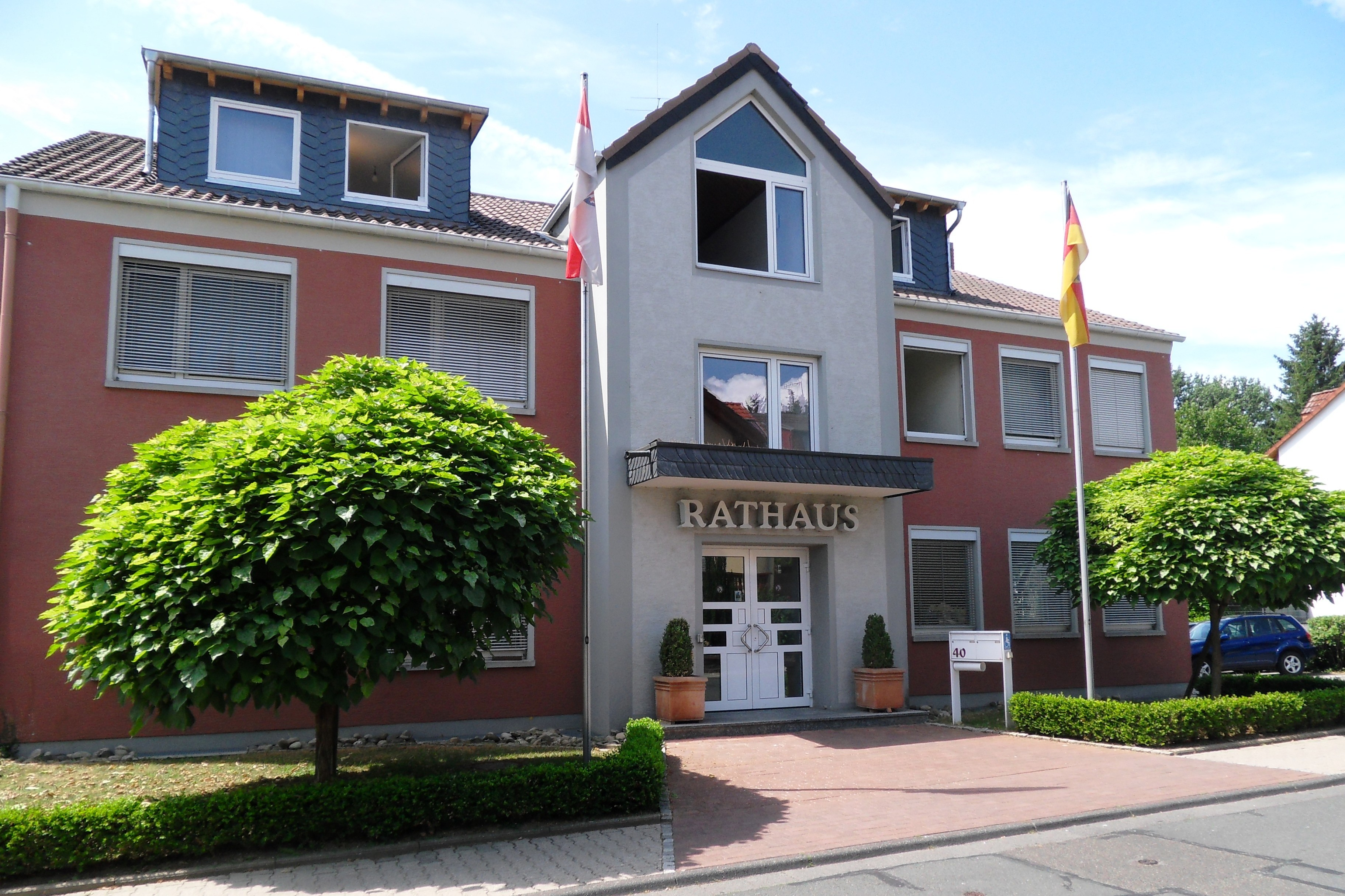
Rathaus von Walluf (Foto: 2010)

| Sitzverteilung in der Gemeindevertretung 2021Insgesamt 25 Sitze - SPD: 10 - FDP: 2 - BVW: 5 - Wir: 3 - CDU: 5 | Parteien und Wählergemeinschaften | Parteien und Wählergemeinschaften           | 2021  | 2021  | 2016  | 2016  | 2011  | 2011  | 2006  | 2006  | 2001  | 2001  |
| Sitzverteilung in der Gemeindevertretung 2021Insgesamt 25 Sitze - SPD: 10 - FDP: 2 - BVW: 5 - Wir: 3 - CDU: 5 | Parteien und Wählergemeinschaften | Parteien und Wählergemeinschaften           | %     | Sitze | %     | Sitze | %     | Sitze | %     | Sitze | %     | Sitze |
| Sitzverteilung in der Gemeindevertretung 2021Insgesamt 25 Sitze - SPD: 10 - FDP: 2 - BVW: 5 - Wir: 3 - CDU: 5 | SPD                               | Sozialdemokratische Partei Deutschlands     | 39,1  | 10    | 51,0  | 13    | 41,7  | 12    | 38,9  | 11    | 39,0  | 12    |
| Sitzverteilung in der Gemeindevertretung 2021Insgesamt 25 Sitze - SPD: 10 - FDP: 2 - BVW: 5 - Wir: 3 - CDU: 5 | BVW                               | Bürgervereinigung Walluf                    | 22,1  | 5     | 18,9  | 5     | 27,3  | 8     | 21,2  | 6     | 20,5  | 6     |
| Sitzverteilung in der Gemeindevertretung 2021Insgesamt 25 Sitze - SPD: 10 - FDP: 2 - BVW: 5 - Wir: 3 - CDU: 5 | CDU                               | Christlich Demokratische Union Deutschlands | 18,6  | 5     | 21,6  | 5     | 25,9  | 8     | 33,2  | 10    | 33,7  | 11    |
| Sitzverteilung in der Gemeindevertretung 2021Insgesamt 25 Sitze - SPD: 10 - FDP: 2 - BVW: 5 - Wir: 3 - CDU: 5 | Wir                               | Wir für Walluf                              | 13,4  | 3     | –     | –     | –     | –     | –     | –     | –     | –     |
| Sitzverteilung in der Gemeindevertretung 2021Insgesamt 25 Sitze - SPD: 10 - FDP: 2 - BVW: 5 - Wir: 3 - CDU: 5 | FDP                               | Freie Demokratische Partei                  | 6,8   | 2     | 8,5   | 2     | 5,1   | 1     | 6,7   | 2     | 6,8   | 2     |
| Sitzverteilung in der Gemeindevertretung 2021Insgesamt 25 Sitze - SPD: 10 - FDP: 2 - BVW: 5 - Wir: 3 - CDU: 5 | Gesamt                            | Gesamt                                      | 100,0 | 25    | 100,0 | 25    | 100,0 | 29    | 100,0 | 29    | 100,0 | 31    |
| Sitzverteilung in der Gemeindevertretung 2021Insgesamt 25 Sitze - SPD: 10 - FDP: 2 - BVW: 5 - Wir: 3 - CDU: 5 | Wahlbeteiligung in %              | Wahlbeteiligung in %                        | 58,9  | 58,9  | 58,3  | 58,3  | 52,7  | 52,7  | 51,5  | 51,5  | 57,1  | 57,1  |

### Bürgermeister
Nach der hessischen Kommunalverfassung wird der Bürgermeister für eine sechsjährige Amtszeit gewählt, seit dem Jahr 1993 in einer Direktwahl, und ist Vorsitzender des Gemeindevorstands, dem in der Gemeinde Walluf neben dem Bürgermeister ehrenamtlich ein Erster Beigeordneter und sechs weitere Beigeordnete angehören. Bürgermeister ist seit dem 1. Januar 2021 der parteiunabhängige Nikolaos Stavridis. Er wurde als Nachfolger von Manfred Kohl (SPD), der nach drei Amtszeiten nicht wieder kandidiert hatte, pandemiebedingt verschoben, am 1. November 2020 im ersten Wahlgang bei 61,7 Prozent Wahlbeteiligung mit 64,1 Prozent der Stimmen gewählt. Durch die verschobene Wahl verschob sich der Amtswechsel um knapp drei Monate vom 11. Oktober 2020 auf den 1. Januar 2021.
Amtszeiten der Bürgermeister
- Seit 2021 Nikolaos Stavridis (parteilos)[17]
- 2002–2020 Manfred Kohl (SPD)[18]
- 1996–2002 Jürgen Knode (CDU)
- 1994–1996 Heinz Spiekermann (CDU)
- 1982–1994 Bernhard Hoffmann[21]
- 1976–1982 Werner Kluth
- 1971–1976 Eberhard Mehl

### Wappen
Am 8. November 1971 wurde der Gemeinde Walluf im damaligen Rheingaukreis ein Wappen mit folgender Blasonierung verliehen: Schild von Rot und Silber geteilt; oben ein kreuzverbundenes Doppelrad liegend unten ein W in verwechselten Farben.

### Gemeindepartnerschaften
Die Gemeinde Walluf unterhält partnerschaftliche Beziehungen zu La Londe-les-Maures in Frankreich.

## Kultur und Sehenswürdigkeiten
Walluf ist Heimatort der Comicfigur Karl – der Spätlesereiter von Michael Apitz.

### Vereine
Der Segelclub Rheingau (SCR) ist in Walluf beheimatet. Er hat etwas über 300 Mitglieder, davon sind fast ein Drittel Jugendliche in einer eigenen Jugendabteilung. Der Gesamtbootsbestand beträgt ca. 180 Boote vom Kielschiff bis zur Jolle, die teilweise an einem Steg im Segelhafen liegen. Der Club wurde 1900 gegründet.
Die beiden Fußballvereine FSV Oberwalluf und die SG Walluf, sowie der Turn- und Sportverein (TSV) Walluf sind in Walluf beheimatet. Die beiden Fußballvereine nutzen den Sportplatz im Johannisfeld am Rhein als Spielstätte. Der TSV Walluf ging 2015 aus dem Zusammenschluss des Turnvereins Oberwalluf (TVO) von 1908, des Turnvereins Niederwalluf (TVN) von 1848 und des Breitensportvereins (BSV) Walluf hervor.
An der evangelischen Heilandsgemeinde gibt es Pfadfindergruppen der Heliand-Pfadfinderschaft-Stamm VII und den Jugendtreff „Projekt H“.

### Störche

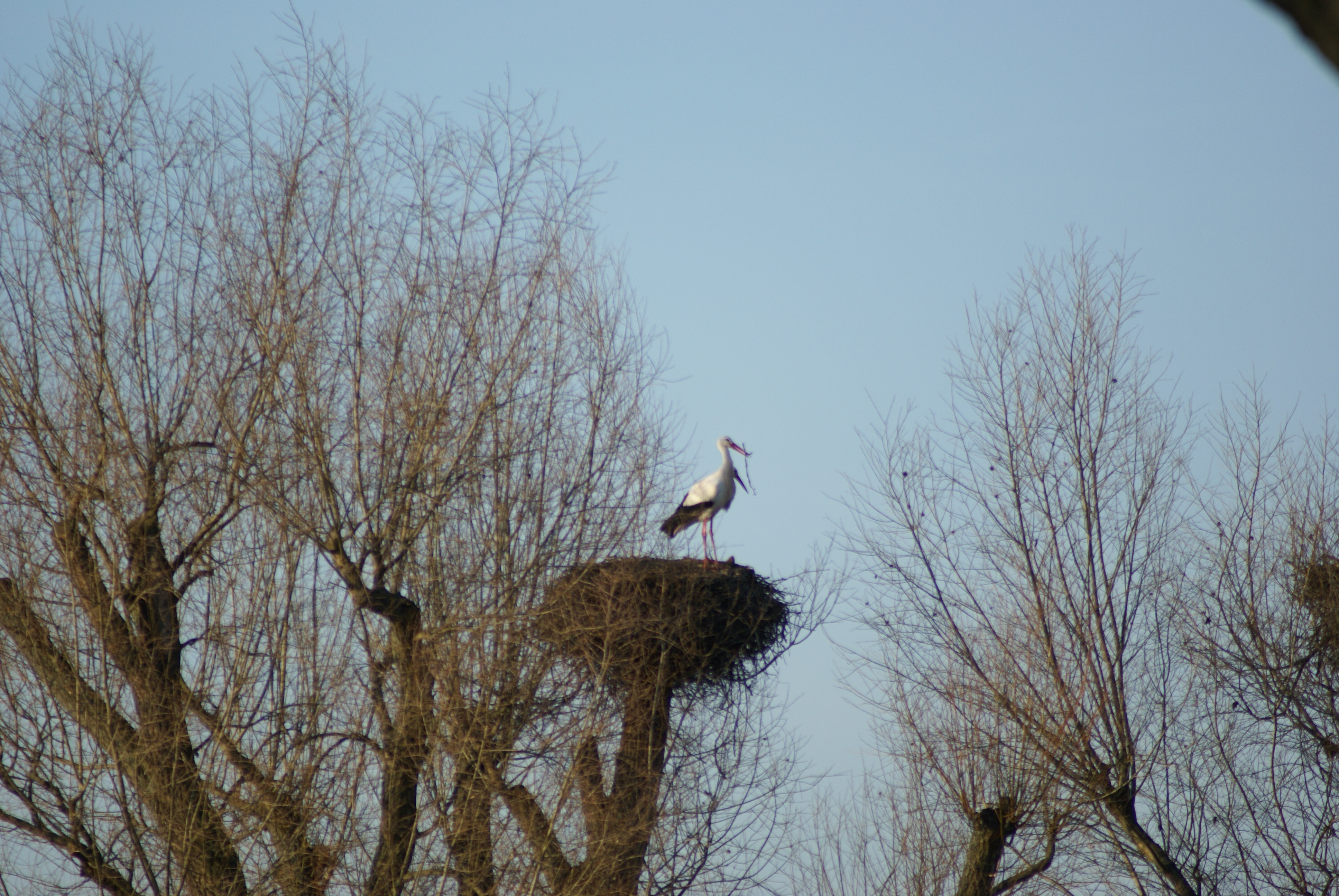
Storchennest in der Wallufer Bucht

Zwischen Walluf und Wiesbaden-Schierstein befindet sich das Naturschutzgebiet Niederwallufer Bucht und das Wasserschutzgebiet des Wasserwerks Schierstein. Dort leben Weißstörche, die seit den 1970er Jahren vom Verein Storchengemeinschaft Wiesbaden-Schierstein wiederangesiedelt wurden.

### Bauwerke

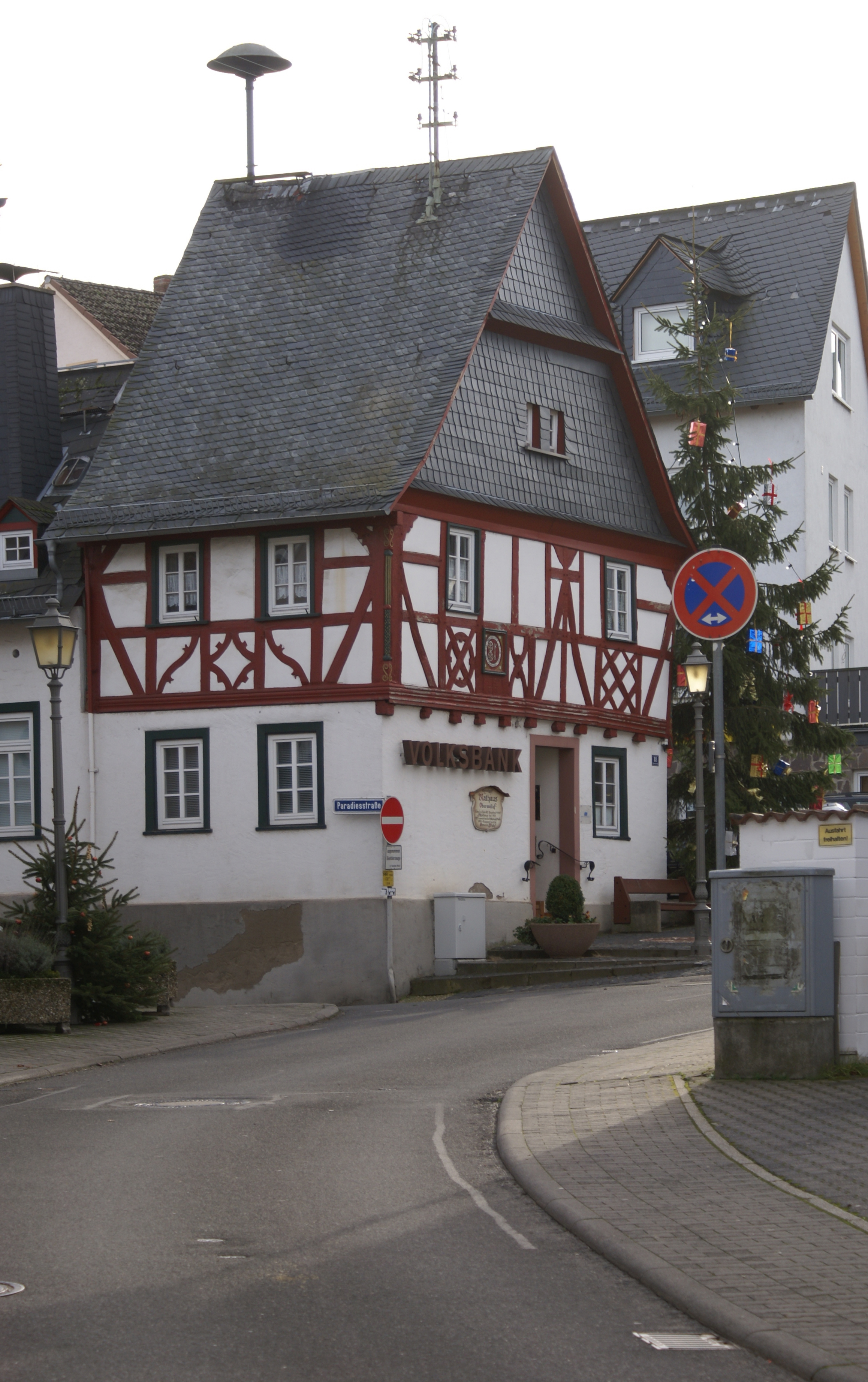
Altes Rathaus in Oberwalluf

#### Turmburg
Walluf wurde 770 zum ersten Mal urkundlich erwähnt. Die Errichtung der Turmburg in Niederwalluf ist jedoch historisch unbekannt. Erst eine Grabung in den Jahren 1931/32 brachte unter einem Trümmerberg eine kleinadlige Burganlage zu Tage. In einer dunkelgrauen Schicht fanden sich zahlreiche Keramikscherben, die eine Datierung in das 9. bis 10. Jahrhundert möglich machten. Zeugnisse von Eisenverhüttung und -verarbeitung wurden entdeckt. Wie die Ausgrabungen zeigten, war die Turmburg mit Zwinger zur Befestigung einer noch früher zu datierenden Ansiedlung hineingebaut worden. Bei Stichgrabungen stieß man auf Mauerreste und das Fundament eines größeren Hauses, die auf eine Erweiterung der Anlage nach Westen um 1100 schließen ließen.
Die Turmburg bewachte einst eine strategisch wichtige Stelle. Sie ist einzugruppieren in eine Reihe von Niederburgen, wie sie im Rhein-Main-Gebiet verbreitet waren. Der Rhein, der bei Walluf nach starker Biegung wieder in gerader Richtung weiterfließt, gab dem Beobachter Sicht nach beiden Richtungen. Die Handelsstraßen aus dem Taunus und dem Lahngebiet kommend, kreuzten sich hier mit der Rheinuferstraße und setzen sich über die Fuhrt nach dem Süden fort. Die Ansiedlung lag am Ende des Königssondergaus, dessen westliche Grenze der Wallufbach bildete, später im Laufe der Geschichte, im Afterlehen der Grafen von Nassau, im Lindauer Gericht.
Die Maße der Burg sind im Rechteck 11,60 × 9,60 m. Die Mauerstärke beträgt 2,20 m bis 2,30 m. Der Turm wurde sorgfältig in Gußmauerwerk in zeitlichen Stufen aufgebaut. Das unterste Stockwerk war wegen der durch Hochwasser gefährdeten Lage verfüllt. Nach Osten verlief eine etwa 17 m lange Wehrmauer mit Graben, die an den Turmecken nach Westen verlief. Die Burg wurde um 1200 aufgelassen.

#### Johanniskirche
Die Johanniskirche entstand bei der Turmburg im 10. Jahrhundert als romanische Saalkirche. Eine Erweiterung durch ein nördliches Seitenschiff sowie Durchbrüche an der Nord- und Ostseite fallen noch in die romanische Zeit. Die Kirche war in die Wehranlage integriert. Im 14. Jahrhundert zogen sich die Bewohner in den Schutz des Gebücks auf die rechte Seite des Wallufbaches zurück. Diese Kirche brannte vollständig ab. Im 15. Jahrhundert wurde sie durch einen gotischen Neubau ersetzt, der die Nordwand der Vorgängerkirche mit einbezog.
Im Dreißigjährigen Krieg brannten die Schweden das Pfarrhaus ab und verwüsteten die Kirche. Sie wurde wiederhergestellt. Im 17. Jahrhundert fanden in der Kirche Gottesdienste statt, es wurde beerdigt, das Beinhaus wurde noch belegt und die Fronleichnamsprozession zog hinaus. Durch den Ausbau der innerörtlichen Adelheidkapelle aus dem 10. Jahrhundert verlor im frühen 18. Jahrhundert die Kirche an Bedeutung. Die Seitenaltäre und der Hochaltar der Johanniskirche wurden in die neue Kirche, die Johannis dem Täufer geweiht war, übernommen.
Noch 1773 setzte sich der Pfarrer für die Erhaltung der Kirche im Johannisfeld ein. Durch Kriegsfolgen verarmt, bat die Gemeinde Niederwalluf die nassauische Regierung, die Kirche Anfang des 19. Jahrhunderts abreißen zu dürfen. Durch strittige Besitzverhältnisse erfolgte kein Erlaubnis. Sie verfiel daher langsam. Die Kirche wurde Scheune, Eiskeller und Stall.
In den 1960er-Jahren gingen Wallufer Bürger daran, den verwilderten Platz zu entrümpeln und vom Bewuchs zu befreien. Erhaltungs- und Sicherungsmaßnahmen wurden ergriffen. Der Ort wird heute für Gottesdienste und kulturelle Darbietungen genutzt. Entsprechend seiner geschichtlichen Bedeutung hat die Gemeinde Walluf 2001 den Platz neu gestaltet.

#### Wassermühlen
Zahlreiche ehemalige Wassermühlen entlang des Wallufer Mühlgrabens zeugen heute von der frühen wirtschaftlichen Entwicklung der Gemeinde.

##### Kirchner-Mühle

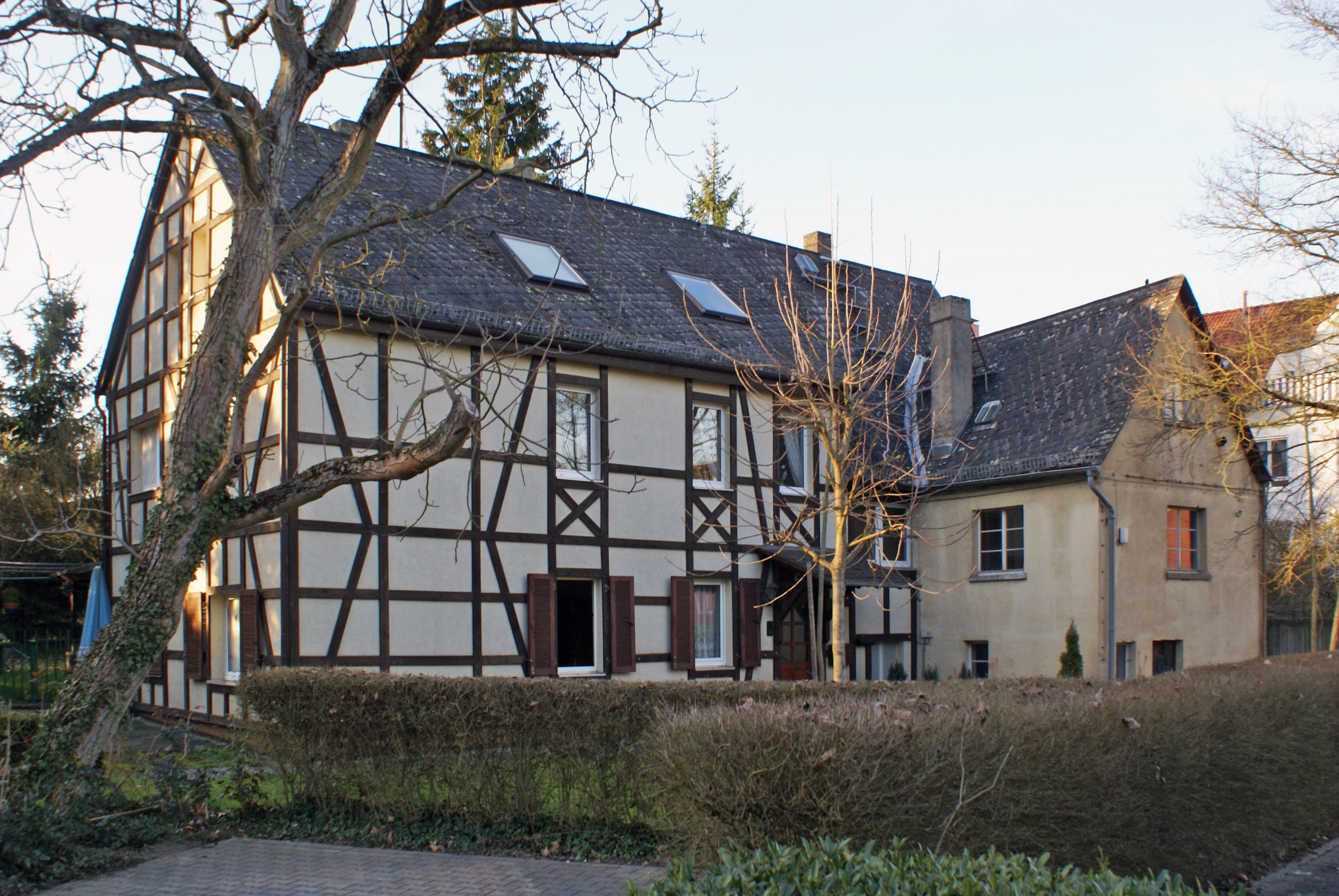
Kirchner-Mühle in Niederwalluf

Das Errichtungsjahr ist unbekannt. 1696 ist Oberstleutnant von Wonsheim Besitzer; Erbpächter ist Anton Becker. Die Mühle verfügt bereits über zwei Mahlgänge und kann täglich zehn Malter Korn mahlen. Sie wird 1699 als vierte Mühle in der Wallufer Gemarkung vermerkt. Als Besitzer folgen 1775 Freifrau von Boos geb. von Greiffenclau, und 1798 Graf von Eltz. Johann Boltner ersteigert 1799 die Mühle, es folgen 1822 die Erbpächter Adam Farfort, 1839 Heinrich Zimmermann, 1854 seine Witwe und Sohn Heinrich. Johann Kirchner erwirbt 1877 das Anwesen. und betreibt dort eine Sägemühle. Es folgen verschiedene Gewerbebetriebe. Nach Schließung der Zahnfabrik Wilde erwirbt die Gemeinde Walluf das Anwesen. Auf dem Gelände befindet sich heute das Rathaus.

##### Bug-Mühle

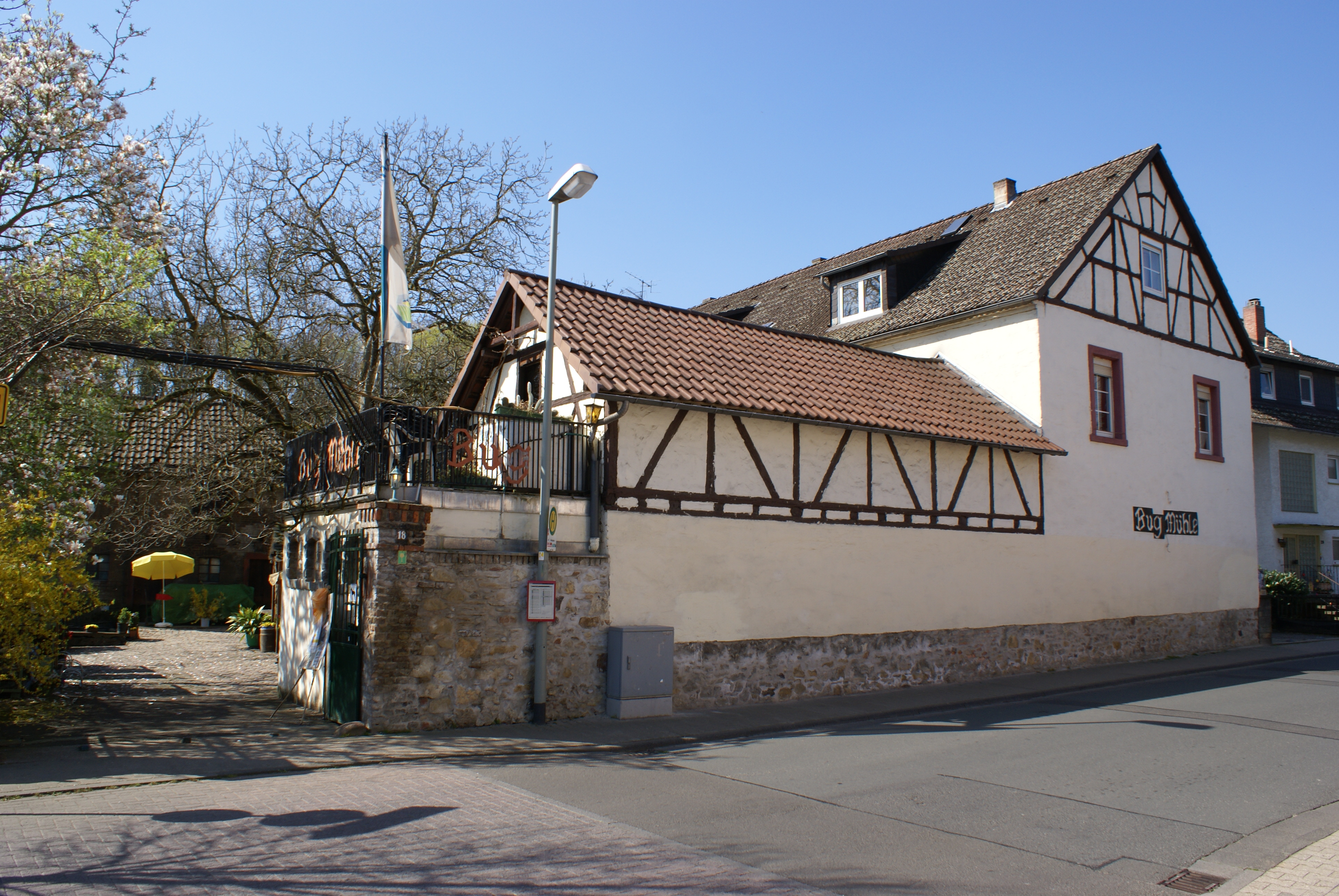
Bug-Mühle in Niederwalluf (2007)

Die Mühle ist vor 1393 errichtet worden. Sie wird als mittlere Mühle zu Niederwalluf erwähnt und gehörte früher Dyle Welker von Königstein. Das Mainzer St. Petersstift verpachtet die Mühle 1393 an Heicze, genannt von dem Berge und Arnold von Montabaur, beide sind Weber. 1696 wird die Mühle als Lohmühle ausgewiesen. Sie ist im Besitz von Hartmann Scheider, Rotgerber aus Mainz. 1711 erwirbt Nikolaus Behringer das Anwesen von Baumanns Erben und wandelt die Mühle in eine Mahlmühle um. 1818 erscheint Wendel Bug in einer Urkunde als Besitzer. Seit dieser Zeit befindet sich die Mühle im Besitz der Familie Bug. Sie war bis 1905 als Getreidemühle eingerichtet. Als eine der wenigen Mühlen am Wallufer Mühlgraben verfügt die Bug-Mühle bis heute über ein sich drehendes Wasserrad.

##### Hild-Mühle

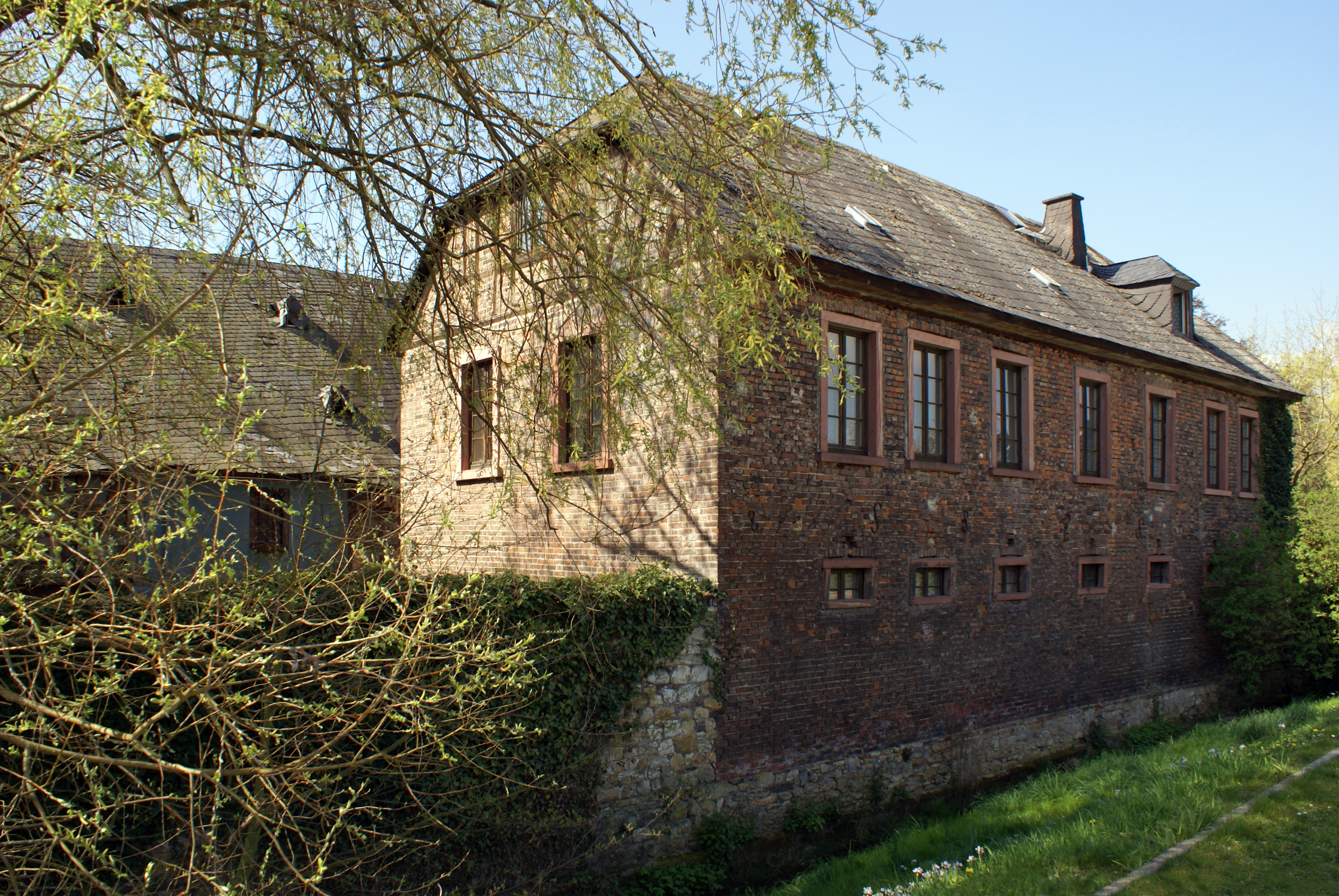
Hild-Mühle („Mühle der Schönen Künste“) in Niederwalluf

1715 errichtete der Müller Johann Koch aus Kiedrich die Hild-Mühle. Sie verfügt über zwei Mahlgänge und einen Schälgang. 1746 wird Johann Backhaus als Müller angegeben. 1799 verkauft der Mainzer Petersstift die Mühle an Peter Wilhelm Arnet. Ein Backhaus ist hier erstmals 1822 überliefert. Die Besitzer wechseln nun in rascher Folge: 1828 Georg Kindlinger, 1832 Johann Gehm, und 1855 Müller und Bäcker Johann Arnet. Durch Einheirat geht das Mühlenanwesen in den Besitz von Caspar J. Hild über, ab 1920 bis nach dem Zweiten Weltkrieg wird hier eine Brotfabrik betrieben. Um 1940 wird der Mahlbetrieb eingestellt. Das denkmalgeschützte Anwesen war lange Jahre dem Verfall preisgegeben, in den 1980er Jahren wurde es renoviert.

##### Weller-Mühle

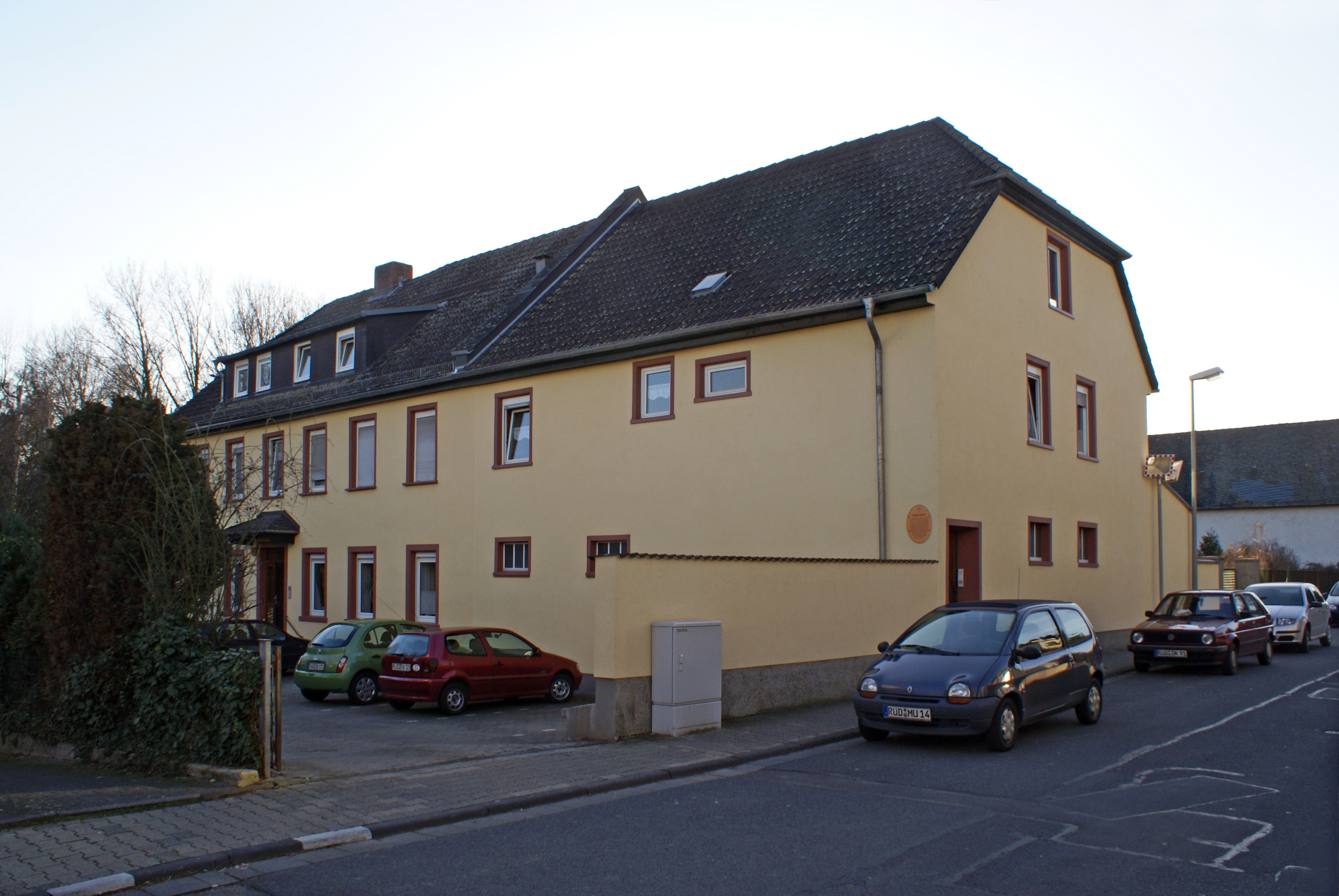
Weller-Mühle in Niederwalluf

Das Errichtungsjahr der Weller-Mühle ist unbekannt. 1699 wird eine Weißgerbermühle erwähnt. Diese war früher eine Tuchwalkmühle und wurde von Peter Fritz in eine Lederwalkmühle umgebaut. 1711 wird sie in eine Getreidemühle umgewandelt. Im Jahre 1716 ist sie im Besitz der Familie Senft und geht 1718 auf Friedrich Kippenberger über. Später wird die Mühle als Specht’sche Mühle erwähnt und kommt in den Besitz der Familie Körber. 1818 wird sie von G. Friedrich Körber geführt. Die Mühle verfügt 1855 über zwei Mahlgänge mit einer Betriebszeit von etwa sechs Monaten. Der Mahlbetrieb ist etwa 1880 eingestellt worden. Durch Einheirat geht das Anwesen 1912 an Michael Weller und später in den Besitz der Familie Jost über.

##### Arnet-Mühle

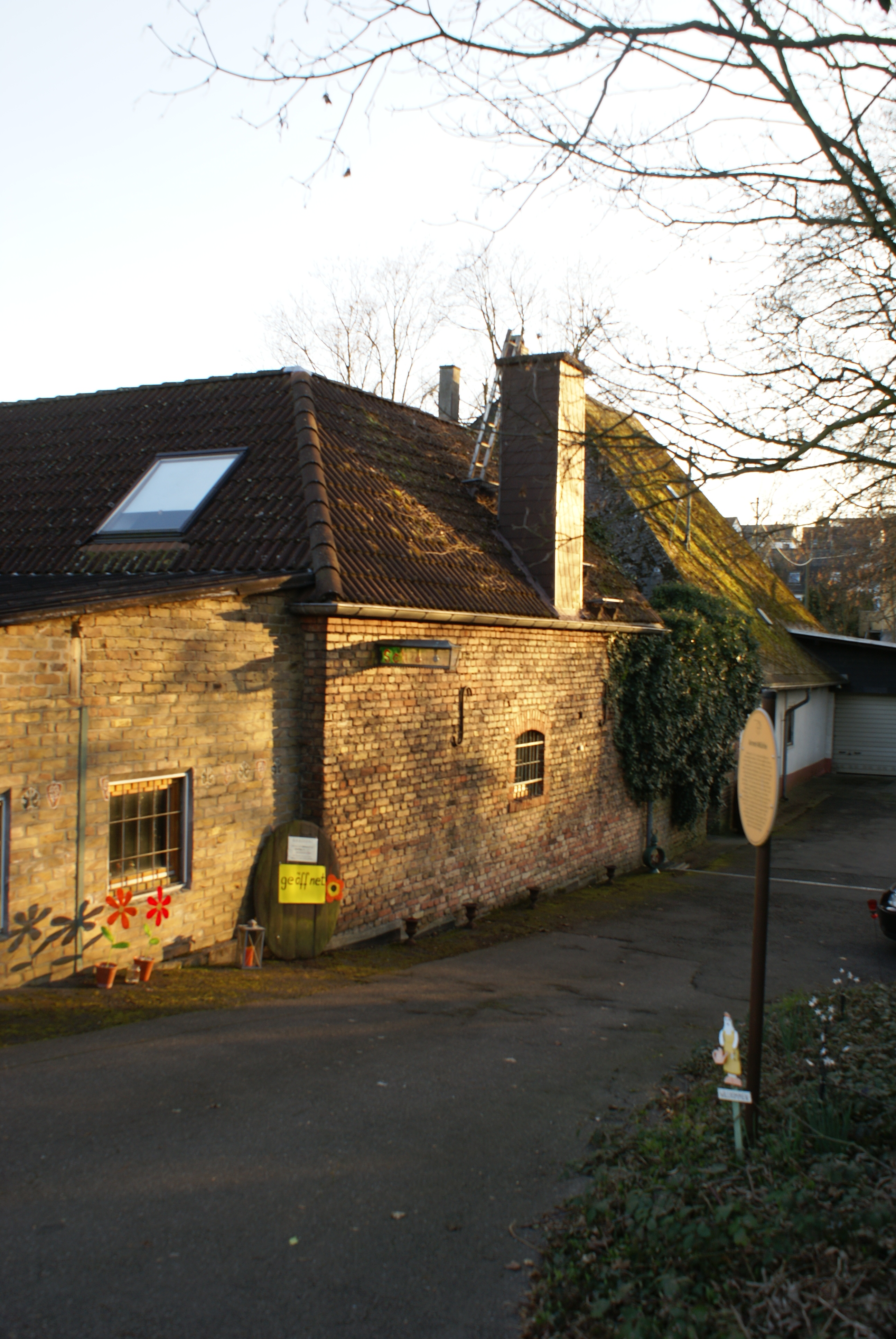
Arnet-Mühle in Oberwalluf

Im 13. Jahrhundert wird erstmals eine Mühle in Oberwalluf erwähnt, bei der es sich vermutlich um die Arnet-Mühle handelt. Im Laufe der Geschichte wird diese auch als Lerchi’sche Mühle, Kurfürsten-Mühle und Israels-Mühle erwähnt. 1662 erwirbt Kurfürst Johann Philipp von Mainz die Mühle von Anna Kunigunde von Heynenberg, sie hat einen Walk- und Mühlengang. Das Anwesen liegt außerhalb des Gebücks. Lange Zeit wird die Walkmühle durch Mainzer Wollweber betrieben. 1701 übernimmt der Müller Kritter die Mühle, ausgestattet mit einer Walk- und Mahlmühle, zwei Mahlgängen und einem Schälgang. 1745 ersteigert Andreas Israel das Anwesen und 1755 wird Peter Bischof Eigentümer. In dieser Zeit wird die Mühle in eine Öl- und Mahlmühle umgewandelt. Johann Fieder erwirbt 1794 die Mühle. Durch Einheirat geht das Mühlenanwesen an Georg Josef Arnet und blieb lange Zeit im Besitz der Familie Arnet. Doch nach langer Zeit wird die Arnet Mühle 2013 verkauft und gehört nun der Familie Mehl.

##### Diefenbach-Mühle
Das genaue Errichtungsjahr der Diefenbach-Mühle ist bislang unbekannt. Als erster urkundlich bekannter Besitzer der Mahlmühle wird 1671 der Junker Molsberger aus Bodenheim erwähnt. Die Mühle liegt im „Flecken“ beim „Backofen“ im Lindauer Gericht. Die Mühle verfügt als einzige am Wallufbach über ein unterschlächtiges Mühlrad und kann daher bei Hochwasser nicht mahlen. In den 1850er-Jahren erwirbt Schreinermeister Diefenbach die Mühle und nutzt die Wasserkraft zum Betrieb seines Sägewerks. Das Wasser zum Mühlenbetrieb wurde durch einen separaten Graben vom Wallufbach zum Anwesen geführt. Das Mühlrad befand sich auf der Rückseite. Nach wechselndem Besitz wurde die Mühle 1957 von Familie Jansen als Wohn- und Geschäftshaus erworben.

##### Dickescheidt-Mühle
Bereits um 1200 erwähnt, ist sie wahrscheinlich die älteste Mahlmühle im Walluftal. 1274 wird die Mühle mit Backhaus in den Aufzeichnungen des Mainzer Domstifts aufgeführt und geht 1321 vom Mainzer Petersstift in den Besitz des ortsansässigen Ritter von Lindau über. Durch Einheirat kommt die Mühle zu Beginn des 17. Jahrhunderts in den Besitz derer von Goroth. Adelsfamilien bestimmen über Jahrhunderte das Schicksal der Mühle. Zu Beginn des 19. Jahrhunderts geht sie in bürgerlichen Besitz der Familie Korn (um 1818 Paul Korn) über. Die Mahlmühle verfügte über zwei Mahlgänge mit einer Betriebszeit von sechs Monaten. Ab 1894/95 erfolgt die Umstellung in einen Industriebetrieb. 1922 wird Josef Dickescheidt neuer Besitzer. Das Wasserrad hatte einen Durchmesser von drei Metern, eine Breite von 1,70 Meter und erzeugte eine Leistung von rund acht PS. 1956 wurde die Dickescheidt-Mühle stillgelegt und 1978 zusammen mit dem gesamten Anwesen abgerissen.

##### Kniesel-Mühle
Das Errichtungsjahr der Mühle ist unbekannt. Die Mühle gehört 1686 denen von Knebel, Erbbeständer ist die Witwe des Müllers Albert Kurz. Die Mühle verfügt 1698 über zwei Mahlgänge. Später geht sie an Jakob Lohnstein. 1818 ist Johann Schmidt als Müller erwähnt. Die Mühle hat 1855 drei Mahlgänge mit zwei Wasserrädern. Neuaufbau nach einem Brand im Jahre 1851. Karl Kniegel, Zigarrenkistenfabrikant, übernimmt 1874 das Anwesen, errichtet eine Dampfholzschneiderer und fertigt Zigarrenkisten. 1880 brennt die Mühle völlig ab. Nach einem Neuaufbau wechseln die Eigentümer in rascher Folge. 1892 wird das Anwesen durch die Firma Dr. Dietrich & Brockhues übernommen, abgerissen und in das heutige Fabrikgelände eingegliedert.

##### Ditt-Mühle
Das Errichtungsjahr ist nicht bekannt, die Mühle muss aber bereits 1600 bestanden haben. 1699 ist Jakob Löhr Eigentümer der Mühle. Ein Mahlgang ist vorhanden. Bis 1809 liegt die Mühle in der Eltviller Gemarkung. 1818 ist Mathes Göhm Eigentümer. Zwischen 1822 und 1848 verfügt die Mühle über zwei Mahlgänge. Unter Andreas Korn wird die Mühle um 1850 zur Holzbearbeitung umgerüstet. Franz Ditt folgt 1872 als Eigentümer. Er stellt die Mühle auf Metallbearbeitung um und fertigt Haushaltsgegenstände aus Aluminium. Durch einen Großbrand wird die Mühle 1913 zerstört. Nach Wiederaufbau folgt im Ersten Weltkrieg eine Umrüstung in eine Mahlmühle und 1917 geht die Mühle in den Besitz der Chemischen Werke Brockhues AG über.

##### Schramm-Mühle
Die Mühle wird 1747 durch Peter Bischof auf dem Gelände einer „alten Rheingauer Landtschantz“ in Eltviller Gemarkung als Mahlmühle errichtet. Andreas Israel tauscht 1755 die Mühle mit seinem Schwager gegen die Arnet-Mühle ein. 1767 wird Adam Filsinger und 1777 Johann Krieger als Eigentümer aufgeführt. Die Mühle hat zwei Mahlgänge und wird 1843 von den Eheleuten Kitzinger übernommen. Es folgen 1848 Nicolaus Sattler und 1850 Philipp Schmidt. 1875 übernimmt Familie Thoma das Anwesen und errichtet 1879 ein Backhaus. Nikolaus Boerma veräußert das Mühlenanwesen 1886 an die Wiesbadener Handelsgesellschaft „Heyum“ Heymann. 1903 werden die Eheleute Louis Schramm Eigentümer. Der Ankauf durch die Chemische Werke Brockhues AG erfolgt im Jahre 1910.

## Wirtschaft und Infrastruktur

### Bildung
In Walluf gibt es drei Kindergärten, von denen zwei in Niederwalluf und einer in Oberwalluf liegen. Walluf verfügt mit der Walluftalschule über eine Grundschule. Weiterführende Schulen (Gymnasien, Realschulen) befinden sich im benachbarten Eltville (Gymnasium Eltville, Gutenbergschule) und Wiesbaden (verschiedene Gymnasien und Realschulen), sowie in Geisenheim (Rheingauschule, St. Ursula-Schule).

### Wirtschaftsstruktur
Die Gemeinde hat im Norden von Niederwalluf an der Martinsthaler Straße mit Verbindung zur B 42 ein Gewerbegebiet erschlossen, das seit einigen Jahren ein kontinuierliches Wachstum aufweist. Neben zahlreichen Handwerks- und Dienstleistungsunternehmen sind auch bekannte sowie überregional und international tätige Unternehmen in Walluf beheimatet. Hierzu zählen unter anderem die VU Verlagsunion KG, ein Tochterunternehmen der Bauer Media Group, die IQ-Company AG, der Gewürz- und Gütezusätze-Hersteller Van Hees GmbH., die Firma Engel ElektroMotoren GmbH, sowie die Chemischen Werke Brockhues, die heute zum US-Konzern Huntsman gehören.

### Wein

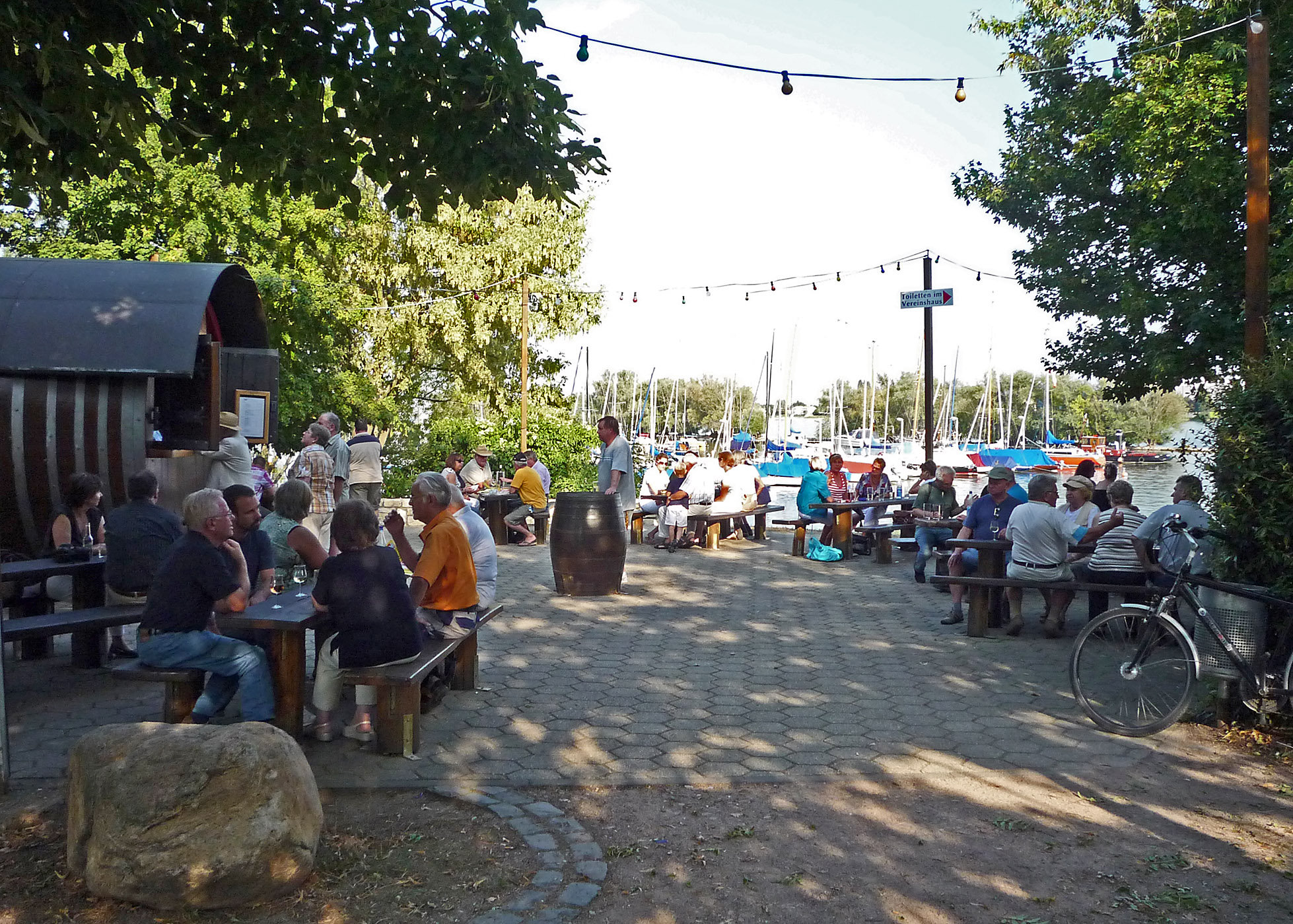
Weinprobierstand am Rheinufer (2009)

Walluf ist, wie alle Gemeinden im Rheingau, eine Winzergemeinde mit vielen Straußwirtschaften und Gutsschänken. Weinlagen sind der Vitusberg, das Langenstück, der Walkenberg, der Gottesacker, der Oberberg und der Berg-Bildstock. Überwiegend wird Riesling angebaut, aber auch Spätburgunder, Weißburgunder und andere Rebsorten. Wallufer Weine haben hervorragende Qualität, stehen aber in der Bekanntheit hinter denen der Nachbargemeinde Eltville am Rhein. Bekannte Weingüter sind Weingut Bonnet, Weingut Becker, Weingut Mehl, Weingut Russler, Weingut Schweibächer, Weingut Arnet, Weingut Klerner und Erben, Weingut Scherer oder Weingut Bug. Diese betreiben teilweise auch Straußwirtschaften oder Gutsschänken, in denen eigener Wein und typische Rheingauer Speisen angeboten werden.

### Verkehr
Walluf liegt an der rechten Rheinstrecke Koblenz–Wiesbaden. Am Bahnhof Niederwalluf halten stündlich, während der Hauptverkehrszeiten halbstündlich, Regionalbahnen der Vias (Rheingaulinie), die zwischen Frankfurt und Neuwied verkehren.
Ebenfalls dem rechten Rheinufer folgt die Bundesstraße 42, die an der östlichen Gemeindegrenze in die Autobahn 66 übergeht. Von der B 42 zweigt die B 260 in den Taunus ab.
Wegen der Sperrung der Schiersteiner Brücke gab es vom 19. Februar bis 24. April 2015 eine Autofährverbindung über den Rhein ins rheinland-pfälzische Budenheim.

### Radwanderwege
Am Rheinufer verlaufen Radwanderwege:
- Der Hessische Radfernweg R3 (Rhein-Main-Kinzig-Radweg) führt unter dem Motto Auf den Spuren des Spätlesereiters entlang an Rhein, Main und Kinzig über Fulda nach Tann in der Rhön. Auf dem Teilstück bis Eltville–Hochheim am Main führt der R3 über die Rheingauer Riesling-Route.
- Der Rheinradweg, ein ca. 1230 km langer Radfernweg, der durch fünf Staaten vom Quellgebiet des Rheins in den Schweizer Alpen am Oberalppass bis zur Mündung bei Rotterdam führt.

## Söhne und Töchter der Gemeinde
- Franz Egenieff (1874–1949), eigentlich Emil von Kleydorff, Opernsänger und Filmschauspieler

## Personen, die mit der Gemeinde verbunden sind
- Gail Halvorsen (1920–2022), US-amerikanischer Pilot eines Rosinenbombers, wohnte in der Nachkriegszeit eine Zeit lang in Walluf.[28]